# Quintus Labienus

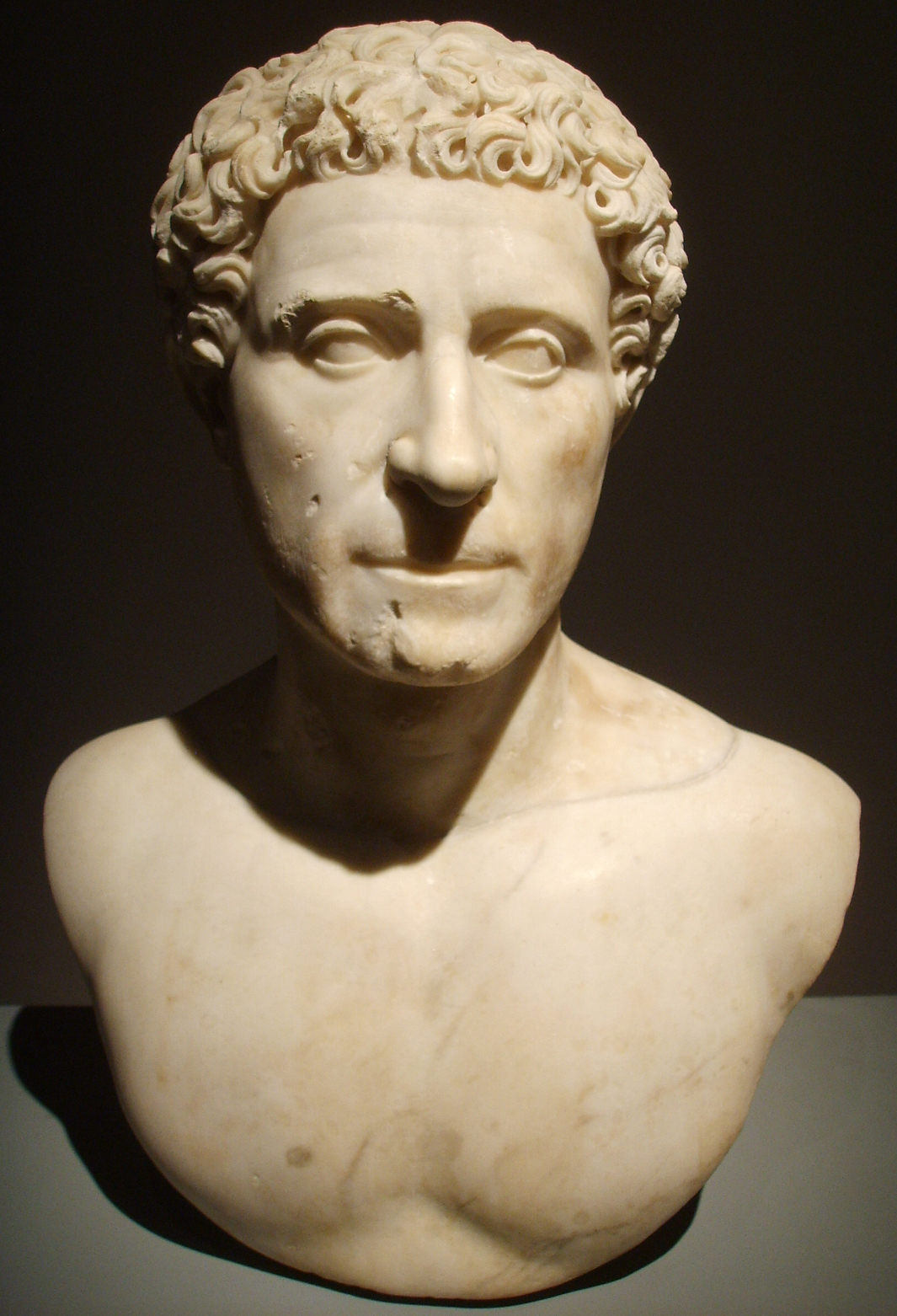
Quintus Labienus

Quintus Labienus († 39 v. Chr.) war ein römischer Feldherr und der Sohn des Titus Labienus, des bedeutendsten Generals Gaius Iulius Caesars während dessen Gallienfeldzugs. Ebenso wie sein Vater war Quintus Republikaner und kämpfte zunächst gegen Caesar und dann gegen dessen Erben. Berühmt ist er wegen des Feldzugs, den er 40 v. Chr. gemeinsam mit den Parthern im römischen Orient durchführte.

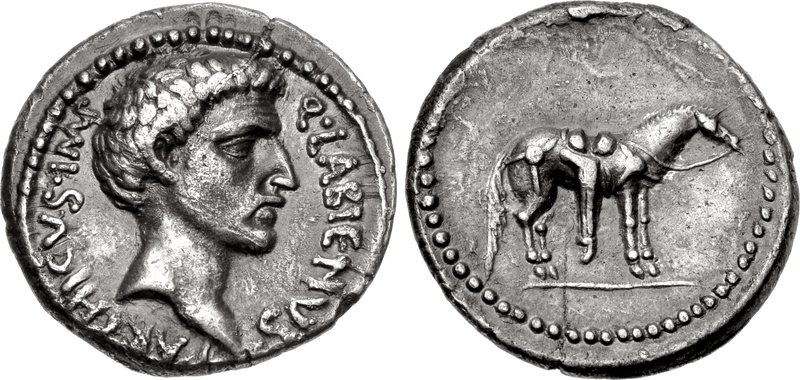
Münze von Quintus Labienus: Q LABIENVS PARTHICVS IMP

Labienus war im Krieg zwischen den Triumvirn und den Mördern Caesars ein Anhänger von Brutus und Cassius und wurde von diesen im Herbst 42 v. Chr., vor der Schlacht bei Philippi, zum arsakidischen Partherkönig Orodes II. gesandt, um dessen Hilfe zu erbitten. Nachdem die Caesarmörder bei Philippi unterlegen waren, stellte Labienus ein Heer aus versprengten römischen Legionären auf und drang 40 v. Chr. mit arsakidischen Truppen unter Pakoros, dem Sohn des Partherkönigs, in Syrien ein, wobei er mehrere römische Verbände schlug und den Statthalter von Syrien, Lucius Decidius Saxa, töten ließ. Es war wohl maßgeblich Labienus’ militärischen Fähigkeiten zu verdanken, dass die Parther diese Erfolge verbuchen konnten, so dass er auch Münzen prägen ließ, auf denen er sich Imperator Parthicus nannte (ob dies „parthischer Feldherr“ oder doch eher „Feldherr und Parthersieger“ bedeuten sollte, ist unklar). Während Pakoros anschließend nach Süden vorstieß, drang Labienus bis Westkleinasien vor, wobei ihn viele Städte als Befreier bejubelten, während sich andere, darunter Alabanda, Mylasa und Aphrodisias, gewaltsam widersetzten. Er wurde schließlich 39 v. Chr. von Publius Ventidius Bassus, dem Legaten des Marcus Antonius, im Taurusgebirge geschlagen und wenig später in seinem Zufluchtsort in Kilikien getötet.
Die Bewertung des Labienus ist in Quellen und moderner Forschung seit langem umstritten. Während er manchen als Verräter gilt, der sich als Römer mit Roms Todfeinden verbündet habe, sehen ihn andere als letzten Verfechter der freien res publica, der nur aus Verzweiflung mit den Parthern kooperiert habe. Einige Forscher vertreten sogar die Ansicht, Labienus habe ein unabhängiges Reich errichten wollen.